# Hôtel du Gouvernement (Neuf-Brisach)
Pour les articles homonymes, voir Hôtel du Gouverneur.
L'hôtel du Gouvernement est un monument historique situé à Neuf-Brisach, dans le département français du Haut-Rhin.

## Localisation
Ce bâtiment est situé au 6, place d'Armes à Neuf-Brisach.

## Historique
L'édifice fait l'objet d'une inscription au titre des monuments historiques depuis 1932.